# Grand Prix Formule 1 van Duitsland 1959
De Grand Prix Formule 1 van Duitsland 1959 werd gehouden op 2 augustus op het AVUS-circuit in Berlijn. Het was de zesde race van het seizoen.

## Uitslag
| Pos. | Nr. | Coureur             | Constructeur    | Rondes | Tijd / Oorzaak uitval | Grid | Punten |
| ---- | --- | ------------------- | --------------- | ------ | --------------------- | ---- | ------ |
| 1    | 4   | Tony Brooks         | Ferrari         | 60     | 2:09:31.6             | 1    | 9S     |
| 2    | 6   | Dan Gurney          | Ferrari         | 60     | + 2.9                 | 3    | 6      |
| 3    | 5   | Phil Hill           | Ferrari         | 60     | + 1:04.8              | 6    | 4      |
| 4    | 8   | Maurice Trintignant | Cooper-Climax   | 59     | + 1 Ronde             | 12   | 3      |
| 5    | 9   | Jo Bonnier          | BRM             | 58     | + 2 Rondes            | 7    | 2      |
| 6    | 18  | Ian Burgess         | Cooper-Maserati | 56     | + 4 Rondes            | 15   |        |
| 7    | 10  | Harry Schell        | BRM             | 49     | + 11 Rondes           | 8    |        |
| DNF  | 2   | Bruce McLaren       | Cooper-Climax   | 36     | Transmissie           | 9    |        |
| DNF  | 11  | Hans Herrmann       | BRM             | 36     | Ongeluk               | 11   |        |
| DNF  | 3   | Masten Gregory      | Cooper-Climax   | 23     | Motor                 | 5    |        |
| DNF  | 1   | Jack Brabham        | Cooper-Climax   | 15     | Transmissie           | 4    |        |
| DNF  | 16  | Graham Hill         | Lotus-Climax    | 10     | Versnellingsbak       | 10   |        |
| DNF  | 15  | Innes Ireland       | Lotus-Climax    | 7      | Differentieel         | 13   |        |
| DNF  | 17  | Cliff Allison       | Ferrari         | 2      | Koppeling             | 14   |        |
| DNF  | 7   | Stirling Moss       | Cooper-Climax   | 1      | Transmissie           | 2    |        |

## Statistieken
| Pole-position | Tony Brooks | Ferrari | 2:05.9 |
| Snelste ronde | Tony Brooks | Ferrari | 2:04.5 |

## Noot
- Eerste rondes als raceleider en podiumplaats voor Dan Gurney.
- Dit was de 54ste Grand Prix-start voor Maurice Trintignant en daarmee verbrak hij het record van Jean Behra (53) - die tijdens dit Grand Prix-weekend overleed - als de meest ervaren coureur in Formule 1.

1931 · 1932 · 1934 · 1935 · 1936 · 1937 · 1938 · 1939 · 1951 · 1952 · 1953 · 1954 · 1956 · 1957 · 1958 · 1959 · 1961 · 1962 · 1963 · 1964 · 1965 · 1966 · 1967 · 1968 · 1969 · 1970 · 1971 · 1972 · 1973 · 1974 · 1975 · 1976 · 1977 · 1978 · 1979 · 1980 · 1981 · 1982 · 1983 · 1984 · 1985 · 1986 · 1987 · 1988 · 1989 · 1990 · 1991 · 1992 · 1993 · 1994 · 1995 · 1996 · 1997 · 1998 · 1999 · 2000 · 2001 · 2002 · 2003 · 2004 · 2005 · 2006 · 2008 · 2009 · 2010 · 2011 · 2012 · 2013 · 2014 · 2016 · 2018 · 2019